# Гу Кайлай
Гу Кайла́й (кит. упр. 谷开来, пиньинь Gǔ Kāilái; р. 15 ноября 1958) — китайский адвокат и предпринимательница. Жена китайского политического деятеля Бо Силая, до 2012 года являвшегося членом Политбюро КПК. В августе 2012 года Гу Кайлай была осуждена за убийство британского бизмесмена Нила Хейвуда и приговорена к смертной казни с отсрочкой исполнения приговора, которая была в дальнейшем заменена на пожизненное заключение.

## Семья
Гу — самая младшая из пяти дочерей генерала Гу Цзиншэна. Её отец занимал различные должности в первые годы правления КПК, но был осуждён во время Культурной революции. Гу Кайлай также отбывала наказание в виде принудительных работ в мясном магазине и на текстильной фабрике.
Гу встретила Бо Силая в 1984 году на экскурсии в районе Цзиньчжоу провинции Ляонин, где Бо был секретарём местного отделения компартии.
Супруги имеют сына Гу Гуагуа, который учится в Великобритании.

### Комментарии мужа и сына
В 2009 году сын Гу Кайлай дал интервью китайским СМИ:
Папа часто разговаривает со мной о матери, он чувствует, что она прекрасная, вдумчивая, творческая, может достигать цели. У неё была даже успешная юридическая фирма, которую ей пришлось закрыть из-за возможности нежелательных подозрений. Папа сказал, что это не только личная, но и карьерная потеря. Он даже сказал, что если бы он уволился ради матери, то она достигла бы ещё больших успехов! После освобождения она жила немного отчужденно, в общественных мероприятиях участия не принимала, папа иногда просил её посетить общественные мероприятия, она отказывалась. Я могу её понять, она не хочет жить в тени папы и потерять себя. Теперь она весь день читает и проводит исследования «сравнительной культуры».
В интервью китайским СМИ в марте 2012 года Бо Силай сказал:
Моя жена Кайлай … 20 лет назад она была даже успешным адвокатом, но она боялась, что люди будут сплетничать, поэтому она закрыла свою очень успешную юридическую фирму. В течение многих лет она только читает книги, иногда участвует в художественных мероприятиях и творческой самодеятельности и тихо сопровождает меня.

## Карьера
Гу Кайлай получила степень по праву, а затем степень магистра по международной политике в Пекинском университете. Признание в качестве адвоката она получила после основания юридической фирмы в Пекине. За свою карьеру она участвовала в нескольких громких делах, и возможно, была первым китайским адвокатом, который выиграл гражданский иск в Соединенных Штатах, где она представляла компании из зоны Далянь против компании «Мобил». Также она написала несколько книг.

## Мнение о системе правосудия
После путешествия в Соединенные Штаты Кайлай стала высмеивать американскую систему правосудия, называла её неуклюжей: «они могут выдвинуть обвинения против собаки и даже осудить мужчину за изнасилование жены». Кайлай писала, что: «мы не играем словами, а придерживаемся принципов, которые „опираются на факты“ …Вы будете арестованы, осуждены и казнены, если мы установим, что вы кого-то убили».

## Расследование убийства
В марте 2012 года Гу была втянута в скандал государственного масштаба, когда заместитель её мужа Ван Лицзюн попросил убежища в американском консульстве в Чэнду. Ходили слухи, что Ван имел доказательства коррупционного скандала, и Бо Силай пытался помешать антикоррупционному расследованию против Гу. В частности, Ван заявил, что Гу имела бизнес-конфликт с британским бизнесменом Нилом Хэйвудом, который загадочно умер в Чунцине; Ван утверждал, что Хэйвуда отравили. «Уолл Стрит Джорнэл» сообщила, что Ван, возможно, впал в немилость Бо за разглашение информации о Хэйвуде.
После инцидента с Ваном Лицзюном и устранения Бо Силая с ключевых должностей в компартии против Гу началось расследование по подозрению в убийстве Хэйвуда. 10 апреля 2012 в рамках расследования Гу была задержана и «передана судебным органам». Неожиданно китайские государственные СМИ добавили фамилию её мужа, назвав её Бо Гу Кайлай, что необычно для замужних китаянок. Некоторые предполагают, что это может означать, что Гу может иметь иностранное гражданство, и поэтому в официальных документах она фигурирует как «Бо Гу Кайлай». Другие считают, что таким образом власти хотят подчеркнуть, что преступления, в которых её обвинили, связаны со злоупотреблениями её мужа.
26 июля 2012 Гу Кайлай было официально предъявлено обвинение в убийстве Хэйвуда на основании, как утверждал прокурор, «существенных и неопровержимых» доказательств. 9 августа 2012, по данным китайского государственного информационного агентства Синьхуа, Гу призналась на однодневном судебном заседании, что она несёт ответственность за убийство Хэйвуда. Она утверждала, что её действия были обусловлены «психическим расстройством», и заявила, что «согласится на любой приговор».

### Приговор
20 августа 2012 Гу Кайлай получила условный смертный приговор, который обычно означает пожизненное заключение после двух лет отсрочки, но после девяти лет она может быть условно-досрочно освобождена по медицинским причинам. Суд длился один день, приговор не был опротестован Гу. Чжан Сяоцзунь, помощник семьи Бо Силая, был приговорен к девяти годам тюремного заключения за участие в убийстве, в котором он признался.
После обнародования китайскими СМИ кадров с судебного заседания, интернет-форумами быстро стали распространяться слухи, что на самом деле на суде была двойник Гу Кайлай, и китайская власть попыталась применить к ним цензуру. «Файнэншэл Таймс» сослалась на мнение экспертов из программного обеспечения распознавания лиц, которые утверждали, что на суде была не Гу Кайлай, а эксперт по опознанию лиц, с которыми связалась «Слэйт», высказал мнение, что это, скорее всего, была Гу. В Китае распространена практика динь Зуй, когда богачи платят малоимущим людям, чтобы те предстали перед судом и отбывали вместо них наказание.
После вынесения приговора Великобритания выразила удовлетворение проведённым расследованием и заявила, что «всё время давала знать китайским чиновникам, что суд должен соответствовать международным стандартам соблюдения прав человека, а смертный приговор не будет приведён в исполнение». «Би-би-си Ньюс» отмечает, что «информированные наблюдатели заметили след Коммунистической партии Китая на результатах расследования», поскольку приговор был «слишком аккуратным и на удивление хорошо соответствующим одной конкретной цели» ограничения последствий скандала. «Нью-Йорк Таймс» предполагает, что приговор «поднял вопрос о коррупции и политическом кумовстве в рядах коммунистической партии».

### Официальная версия
Официальная история убийства Хэйвуда выглядит так. Нил Хэйвуд требовал от Гу выплатить ему 22 миллиона американских долларов после банкротства венчурного предприятия в области недвижимости. Однажды Хэйвуд прислал ей письмо с угрозами сыну. Из-за этих угроз Гу решила убить Хэйвуда. В отеле в Чунцине Гу угостила Хэйвуда виски с чаем. Хэйвуд опьянел, и его стошнило. Когда Хэйвуд попытался лечь в постель, Гу налила ему в рот яд и положила рядом таблетки, чтобы создать вид передозировки.

### Альтернативная версия
По данным «Рейтер», в конце 2011 года Гу обратилась к Хэйвуду с просьбой вывести крупную сумму денег из Китая. Хэйвуд согласился это сделать при условии, если Гу выплатит ему определённую сумму. Но Хэйвуд попросил больше денег, чем ожидала Гу. Когда Гу попросила Хэйвуда снизить требования, Хэйвуд пригрозил рассказать о делах Гу. Гу возмутилась и решила убрать Хейвуда.
Существует ряд доказательств того, что Гу выводила большие суммы денег за пределы Китая. Ван Лицзюн написал два письма в Центральную дисциплинарную комиссию, обвинив Гу в выводе нескольких сотен миллионов долларов из страны. Получив эти письма, комиссия не предприняла никаких официальных мер.